# Tranvia Piacenza-Bettola
La tranvia Piacenza-Bettola era una linea tranviaria interurbana a vapore che collegò le città di Piacenza e Bettola dal 1881 al 1933.

## Storia
Le origini della tranvia risalgono al 1880, quando l'ingegnere britannico Robert Fowler Mackenzie costituì la società The Piacenza Bettola and Cremona Tramway Company Limited (TPBC, nota anche come la "Società Inglese") per la costruzione di due linee tranviarie che si diramavano da Piacenza: una per Bettola ed una per Cremona. Poco dopo la sua costituzione, la società ottenne la concessione per costruire la tranvia per Bettola: i lavori iniziarono celermente, tanto da poter inaugurare il primo tratto sino a Ponte dell'Olio il 16 maggio 1881. Il primo orario prevedeva tre coppie di corse giornaliere, che percorrevano i 23 km del percorso in un'ora e mezza.
La tranvia fu completata l'8 luglio dell'anno successivo, quando fu aperto il tronco Ponte dell'Olio-Bettola lungo 12 km. Quattro anni dopo fu inaugurata una diramazione che da Grazzano raggiungeva Rivergaro, in val Trebbia.
Nel 1908 le attività della società britannica in liquidazione furono rilevate dalla Società Italiana Ferrovie e Tramvie (SIFT), concessionaria delle tranvie Piacenza-Pianello-Nibbiano, Cremona-Lugagnano, Piacenza-Agazzano e Piacenza-Lugagnano: la nuova gestione curò attentamente la linea per Bettola, in quanto era la tranvia più redditizia tra quelle da essa esercite.
La situazione finanziaria della SIFT, però, nel giro di alcuni anni peggiorò notevolmente a causa della costruzione delle ferrovie Cremona-Borgo San Donnino e Borgo San Donnino-Fornovo: gli ingenti capitali investiti nella realizzazione delle due linee, poi riscattate dallo Stato, portarono la società nel 1921 a fare richiesta di concordato preventivo. Alle difficoltà finanziarie si unì l'insoddisfazione da parte dell'utenza per il servizio, tanto da spingere la Provincia di Piacenza ad offrire un contributo alla SIFT per ammodernare le sue tranvie, elettrificandole o sostituendole con ferrovie elettriche.
Dei progetti ferrotranviari di SIFT e Provincia fu realizzata solo la ferrovia Piacenza-Bettola, aperta all'esercizio nel 1933 in due fasi (il 27 luglio il tratto Piacenza-Grazzano Visconti e il 3 settembre il restante tratto) che segnò la fine della tranvia.

## Caratteristiche
La linea tranviaria era a binario singolo a scartamento ordinario di 1445 mm. Si sviluppava per poco meno di 36 km, dei quali circa 3 in sede propria. Il raggio di curvatura era di 40 metri, la pendenza massima del 30 per mille. La velocità massima all'interno della città di Piacenza era limitata a 12 km/h, mentre al di fuori della città saliva a 20 km/h.

### Percorso
| Unknown route-map component "CONTgq" | Station on transverse track | Unknown route-map component "CONTfq" |

| Unknown route-map component "uexKBHFa" |

| Unknown route-map component "uexHST" |

|  | Unknown route-map component "uexABZgl" | Unknown route-map component "uexCONTfq" |

|  | Unknown route-map component "uexKRZ" |

| Unknown route-map component "uexHST" |

| Unknown route-map component "uexBHF" |

| Unknown route-map component "uexBHF" |

| Unknown route-map component "uexCONTgq" | Unknown route-map component "uexABZgr" |  |

| Unknown route-map component "uexBHF" |

| Unknown route-map component "uexHST" |

| Unknown route-map component "uexBHF" |

| Unknown route-map component "uexBHF" |

| Unknown route-map component "uexBHF" |

| Unknown route-map component "uexBHF" |

| Unknown route-map component "uexBHF" |

| Unknown route-map component "uexHST" |

| Unknown route-map component "uexBHF" |

| Unknown route-map component "uexHST" |

| Unknown route-map component "uexBHF" |

| Unknown route-map component "uexCONTgq" | Unknown route-map component "uexABZgr" |  |

| Unknown route-map component "uexHST" |

| Unknown route-map component "uexBHF" |

| Unknown route-map component "uexBHF" |

| Unknown route-map component "uexBHF" |

| Unknown route-map component "uexBHF" |

| Unknown route-map component "uexBHF" |

|  | Unknown route-map component "uexhKRZWae" |

| Unknown route-map component "uexBHF" |

| Unknown route-map component "uexBHF" |

| Unknown route-map component "uexHST" |

| Unknown route-map component "uexBHF" |

| Unknown route-map component "uexBHF" |

| Unknown route-map component "uexHST" |

| Unknown route-map component "uexBHF" |

| Unknown route-map component "uexBHF" |

| Unknown route-map component "uexDST" |

| Unknown route-map component "uexKBHFe" |

Il capolinea sorgeva in Barriera Porta Nuova, nei pressi della stazione ferroviaria.
La linea attraversava quindi la città di Piacenza, effettuando quattro fermate; uscendo dalla città la linea imboccava la strada provinciale per Bettola toccando, risalendo la val Nure, le località di Galleana, Torricelle, San Bonico, Gariga, Due Case, Podenzano, Maiano, Grazzano (dal 1915 Grazzano Visconti), Vigolzone, Torrano, Villò e Albarola.
Attraversato un ponte sul Nure si giungeva a Ponte dell'Olio, stazione nella quale i convogli venivano riforniti di acqua e carbone e nella quale, a causa dell'acclività del successivo tratto, veniva sganciata una carrozza. Il tram transitava quindi per le fermate di Riva, Scambio Gorroni, Molino Croce, Biana, Recesio, Spongiola e Roncovero prima di giungere alla stazione terminale di Bettola. Il percorso era coperto in circa due ore.
Nei pressi di Porta San Lazzaro (poi Barriera Roma), a Piacenza, la tranvia incrociava la linea 2 (Centro-Molino degli Orti) delle tranvie elettriche urbane.

## Materiale rotabile
Sulla tranvia prestarono servizio locomotive a vapore cabinate di tipo tranviario, per la maggior parte bidirezionali.
A partire dal 1908, con l'assorbimento della TPBC da parte della SIFT, il materiale rotabile fu utilizzato indifferentemente su tutte le linee sociali: il parco rotabili SIFT consisteva di 37 locomotive, 68 carrozze passeggeri e 337 carri merci (di cui 73 di proprietà di varie società).